# Serhiy Rozhok
Serhiy Rozhok (tiếng Ukraina: Сергій Володимирович Рожок; 25 tháng 4 năm 1985  –  24 tháng 1 năm 2024) là một tiền vệ bóng đá Ukraina thi đấu cho Smolevichi.
Trong cuộc xâm lược toàn diện của Nga vào Ukraine, Rozhok đã gia nhập Quân đội Ukraine. Anh hy sinh ở tuổi 38 trong một nhiệm vụ chiến đấu vào ngày 24 tháng 1 năm 2024.